# Liste du patrimoine culturel de Budapest
La liste du patrimoine culturel de Budapest a pour vocation de présenter de manière exhaustive les édifices et sites classés Patrimoine culturel à Budapest.

## 1erarrondissement
| Dénomination                                               | Fonction | Localisation        | Identification KÖH  | Date de construction | Maison étoilée ? |
| ---------------------------------------------------------- | -------- | ------------------- | ------------------- | -------------------- | ---------------- |
| Ancien ministère du Trésor                                 |          | Budapest (1er arr.) | Classé KÖ (n°144)   |                      |                  |
| Bastion Arany                                              |          | Budapest (1er arr.) | Classé KÖ (n°23)    |                      |                  |
| Bastion des pêcheurs                                       |          | Budapest (1er arr.) | Classé KÖ (n°103)   |                      |                  |
| Bazar du jardin du Château                                 |          | Budapest (1er arr.) | Classé KÖ (n°18147) |                      |                  |
| Budai Vigadó                                               |          | Budapest (1er arr.) | Classé KÖ (n°12221) |                      |                  |
| Église Marie-Madeleine                                     |          | Budapest (1er arr.) | Classé KÖ (n°111)   |                      |                  |
| Église paroissiale Notre-Dame-des-Neiges de Krisztinaváros |          | Budapest (1er arr.) | Classé KÖ (n°57)    |                      |                  |
| Église paroissiale Sainte-Anne de Felsővíziváros           |          | Budapest (1er arr.) | Classé KÖ (n°42)    |                      |                  |
| Église Sainte-Catherine-d'Alexandrie de Tabán              |          | Budapest (1er arr.) | Classé KÖ (n°6)     |                      |                  |
| Escalier couvert                                           |          | Budapest (1er arr.) | Classé KÖ (n°108)   |                      |                  |
| Fehérkereszt vendégfogadó                                  |          | Budapest (1er arr.) | Classé KÖ (n°11)    |                      |                  |
| Hôpital des Élisabéthaines                                 |          | Budapest (1er arr.) | Classé KÖ (n°15)    |                      |                  |
| Hôtel Fortuna                                              |          | Budapest (1er arr.) | Classé KÖ (n°87)    |                      |                  |
| Imprimerie d'État                                          |          | Budapest (1er arr.) | Classé KÖ (n°109)   |                      |                  |
| Lycée Erzsébet Szilágyi                                    |          | Budapest (1er arr.) | Classé KÖ (n°-7771) |                      |                  |
| Monastère franciscain                                      |          | Budapest (1er arr.) | Classé KÖ (n°211)   |                      |                  |
| Mur d'enceinte de Budavár                                  |          | Budapest (1er arr.) | Classé KÖ (n°71)    |                      |                  |
| Musée Semmelweis sur l'histoire de la médecine             |          | Budapest (1er arr.) | Classé KÖ (n°5)     |                      |                  |
| Palais Batthyány                                           |          | Budapest (1er arr.) | Classé KÖ (n°79)    |                      |                  |
| Palais de la Motte-Beer                                    |          | Budapest (1er arr.) | Classé KÖ (n°85)    |                      |                  |
| Restes de mur                                              |          | Budapest (1er arr.) | Classé KÖ (n°202)   |                      |                  |
| Ruines de l'église Saint-Lazarre                           |          | Budapest (1er arr.) | Classé KÖ (n°15)    |                      |                  |
| Ruines du cloître dominicain et de son église              |          | Budapest (1er arr.) | Classé KÖ (n°105)   |                      |                  |
| Statue de bronze                                           |          | Budapest (1er arr.) | Classé KÖ (n°19423) |                      |                  |
| Széchenyi lánchíd                                          |          | Budapest (1er arr.) | Classé KÖ (n°17)    |                      |                  |
| Théâtre du Château                                         |          | Budapest (1er arr.) | Classé KÖ (n°146)   |                      |                  |
| Tunnel du Château de Buda                                  |          | Budapest (1er arr.) | Classé KÖ (n°16)    |                      |                  |

## 6earrondissement
| Dénomination                              | Fonction | Localisation       | Identification KÖH  | Date de construction | Maison étoilée ? |
| ----------------------------------------- | -------- | ------------------ | ------------------- | -------------------- | ---------------- |
| Église paroissiale Sainte-Thérèse-d'Ávila |          | Budapest (6e arr.) | Classé KÖ (n°756)   |                      |                  |
| Gare de Budapest-Nyugati                  |          | Budapest (6e arr.) | Classé KÖ (n°768)   |                      |                  |
| Maison Anker                              |          | Budapest (6e arr.) | Classé KÖ (n°12151) |                      |                  |
| Maison Brauch                             |          | Budapest (6e arr.) | Classé KÖ (n°12223) |                      |                  |
| Opéra d'État hongrois                     |          | Budapest (6e arr.) | Classé KÖ (n°695)   |                      |                  |

## 8earrondissement
| Dénomination            | Fonction | Localisation       | Identification KÖH  | Date de construction | Maison étoilée ? |
| ----------------------- | -------- | ------------------ | ------------------- | -------------------- | ---------------- |
| Gare de Budapest-Keleti |          | Budapest (6e arr.) | Classé KÖ (n°18151) |                      |                  |